# Joanis Metaksas
Joanis Metaksas (gr. Ιωάννης Μεταξάς; ur. 12 kwietnia 1871 na wyspie Itaka, zm. 29 stycznia 1941 w Atenach) – grecki polityk prawicowy i generał, premier rządu Grecji i faktyczny dyktator w latach 1936–1941.

## Życiorys

### Czasy przed I wojną światową
W 1897 brał udział w kampanii tesalskiej, walcząc przeciwko tureckiej agresji. W późniejszych latach jako członek, a potem szef Sztabu Generalnego zreorganizował armię grecką, przyczyniając się walnie do jej zwycięstw w wojnach bałkańskich (1912-1913).

### Lata międzywojenne
W okresie schizmy narodowej Metaksas był zwolennikiem króla Konstantyna I i jego proniemieckiej polityki. Sprzeciwiał się zaangażowaniu Grecji w I wojnie światowej po stronie aliantów, gdyż był zdania, że osłabiłoby to kraj w ewentualnej konfrontacji z Bułgarią.
Po dymisji króla i objęciu władzy przez siły skupione przy premierze Venizelosie Metaksas został odsunięty od władzy i wpływów. W 1922 na tron wstąpił Jerzy II, syn Konstantyna I. Metaksas rozpoczął swą działalność polityczną, zakładając rojalistyczną Partię Wolnej Opinii, która wystąpiła z Partii Ludowej. W 1924 Grecja została republiką, jednakże Metaksas nie zawiesił działalności swej partii. Kryzys ekonomiczny i polityczny, jaki ogarnął Grecję w latach 30., spowodował wzrost niezadowolenia społecznego. W 1935 premier Panagis Tsaldaris z Partii Ludowej został zmuszony do ustąpienia przez sprzyjających monarchii wyższych oficerów. Premierem został na krótko Jeorjos Kondilis, który przeprowadził w listopadzie 1935 plebiscyt w sprawie przyszłego ustroju Grecji. Sfałszowane wyniki głosowania wykazały 75% poparcia dla powrotu króla Jerzego II. Pierwsze po powrocie wybory parlamentarne nie były w stanie wyłonić jednego zwycięzcy – mandaty poselskie uzyskało 143 posłów rojalistów i 141 liberałów. Nastąpił wzrost aktywności Komunistycznej Partii Grecji, która wprowadziła do parlamentu 15 posłów. Liberałowie podjęli z nimi rozmowy w sprawie możliwego sformowania rządu. Zbulwersowany tym Jerzy II w kwietniu 1936, z pominięciem procedur parlamentarnych, powołał rząd Ocalenia Narodowego z Joanisem Metaksasem na czele.
W maju 1936 w Salonikach doszło do strajku generalnego, zorganizowanego przez komunistów. Doszło do starć z policją i wojskiem, w toku których zginęło 12 protestujących, zaś ok. 100 odniosło rany. Część oddziałów armii zaczęła przechodzić na stronę strajkujących. W tej sytuacji w sierpniu tego samego roku, za zgodą króla, Metaksas rozwiązał parlament i objął rządy dyktatorskie, nazwane reżimem 4 sierpnia (Jerzy II usunął się z działalności politycznej, pozostawiając mu swobodę działania). Zawieszeniu uległa większość praw obywatelskich zawartych w konstytucji Grecji, zabroniono działalności partii politycznych.

### Dyktatura Metaksasa

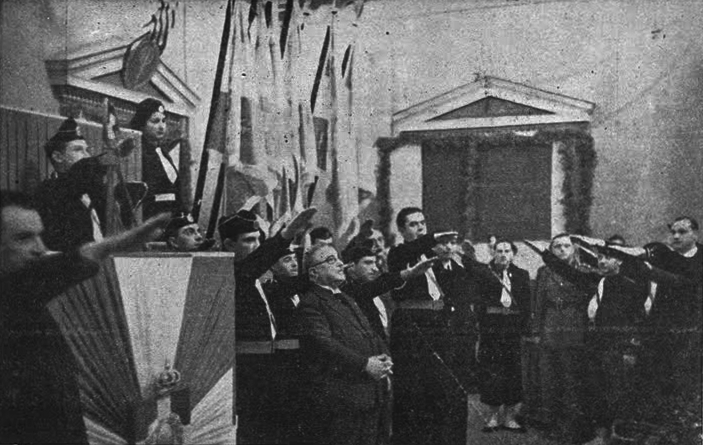
Członkowie Narodowej Organizacji Młodzieżowej pozdrawiają Metaksasa salutem rzymskim

Jako oficjalną przyczynę wprowadzenia stanu wyjątkowego podano zagrożenie komunizmem i wynikającą z niego groźbę całkowitej destabilizacji Grecji. Z czasem Metaksas zaczął podawać jeszcze inne uzasadnienie swojego zamachu stanu. Twierdził, że winnymi chaosu w kraju byli przywódcy największych partii, którzy nie potrafili działać dla dobra całego narodu, dbając wyłącznie o interesy własne. Nowy rząd miał wykazać zupełnie odmienną postawę, doprowadzając do fundamentalnych przemian w greckiej gospodarce, siłach zbrojnych i ustawodawstwie socjalnym.
Metaksas oparł swoje rządy na zawieszeniu swobód demokratycznych, wprowadzeniu cenzury (która objęła także historyczne teksty literackie, m.in. Tukidydesa) i podjęciu represji przeciwko opozycji, zwłaszcza Komunistycznej Partii Grecji. Osoby podejrzewane o lewicowe poglądy mogły być bez problemu zwalniane z pracy, zaś ponad 400 opozycjonistów trafiło do specjalnie utworzonych obozów na greckich wyspach. Pod wpływem faszyzmu włoskiego, którego admiratorem był Metaksas, rozbudowana została warstwa propagandowa systemu: w 1936 powstała Narodowa Organizacja Młodzieżowa naśladująca włoskie faszystowskie organizacje młodzieżowe, dyktator przyjął tytuły Pierwszego Robotnika i Pierwszego Chłopa. Z programów nauczania w szkołach usunięto treści uznane za „propagandę rewolucyjną”. Grecja została zewnętrznie upodobniona do państw faszystowskich, w tym poprzez wprowadzenie faszystowskiej symboliki. Metaksas pragnął zbudować „trzecią cywilizację grecką”, łączącą najlepsze elementy dziedzictwa Grecji starożytnej i Bizancjum.
Jeszcze w 1935 przeprowadzona została reforma armii połączona z budową systemu fortyfikacji wzdłuż północnej granicy kraju (Linia Metaksasa). W ten sposób Metaksas zamierzał przygotować się do ewentualnych wojen z Włochami i Bułgarią. Reżim 4 sierpnia nie zawierał elementów rasizmu i antysemityzmu. Represjom poddano jednak słowiańskojęzyczną mniejszość w greckiej Macedonii i Albańczyków.
W pierwszych dwóch latach dyktatury Metaksas przeprowadził reformy społeczne, wprowadzając minimum socjalne, oddłużając chłopów, uruchamiając programy robót publicznych. Równocześnie zlikwidowano związki zawodowe, narzucając robotnikom w sytuacjach spornych arbitraż, co oznaczało przekazanie pełnej kontroli w ręce pracodawców.
Metaksas prowadził niezależną i neutralną politykę zagraniczną. Wzmacniając grecki przemysł zbrojeniowy, nie zawahał się przed sprzedażą nowoczesnej artylerii Republice Hiszpanii, wobec toczącej się w tym kraju wojny domowej, skoro było to warunkiem opłacalności produkcji także dla potrzeb Grecji.
W 1939 faszystowskie Włochy Benito Mussoliniego zajęły terytorium Albanii i zagroziły neutralności Grecji. Metaksas zaproponował pakt obronny Wielkiej Brytanii, lecz propozycja ta nie znalazła zrozumienia w Londynie.
Tadeusz Czekalski następująco podsumowuje okres czteroletniej dyktatury Metaksasa:

Grecy kojarzyli okres dyktatury z cenzurą, wszechobecnością policji politycznej, zakazem strajków i indoktrynacją. Nie było jednak trybunałów wojskowych, czystek na większą skalę (poza armią) ani egzekucji. Pozytywną stronę reżimu stanowił rozwój systemu ubezpieczeń społecznych, rozbudowa sieci szkół oraz uznanie dla języka demotycznego, co miało zakończyć spór językowy dzielący greckie społeczeństwo.

## II wojna światowa
Po wybuchu II wojny światowej Metaksas zdołał zachować neutralność kraju mimo coraz bardziej skomplikowanej sytuacji politycznej na Bałkanach. Kulminacyjnym punktem włoskich prowokacji było storpedowanie krążownika „Elli” w porcie Tinos 15 sierpnia 1940. Mimo oczywistych dowodów (szczątki włoskiej torpedy) Grecja i na tę prowokację nie zareagowała. Wkrótce jednak Włochy przedstawiły Grecji ultimatum, które w swej istocie pozbawiało niepodległości państwo greckie (m.in. postulat swobodnego przemarszu wojsk włoskich przez terytorium Grecji). 28 października 1940 Metaksas odrzucił je, co stało się pretekstem włoskiej agresji.
Naprędce zorganizowana włoska ofensywa po taktycznym odwrocie armii greckiej w góry Epiru zakończyła się porażką Włochów. Wciągnięta w pułapkę armia włoska poniosła w czasie zimowej kontrofensywy greckiej poważne straty i została wyparta z terytorium Grecji. Wojska greckie opanowały tereny północnego Epiru, zamieszkane głównie przez etnicznie grecką ludność. W trakcie zaciętych walk pozycyjnych, toczonych w warunkach srogiej zimy i w trudnym, górskim terenie, ludność cywilna udzieliła greckim wojskom decydującej w tej wojnie, jak oceniają historycy, pomocy. Kobiety z lokalnych wiosek, docierając wysoko w góry, codziennie dostarczały żołnierzom ciepłą strawę, świeżą bieliznę, opiekowały się rannymi, podczas gdy mężczyźni z bronią w ręku wspierali walczące oddziały.
W styczniu 1941 Wielka Brytania zaoferowała Grecji pomoc wojskową. Obie monarchie wiązało pokrewieństwo rodzin panujących, jednak Metaksas odmówił zgody na lądowanie w Grecji stanowczo zbyt szczupłej, jego zdaniem, ekspedycji brytyjskich wojsk lądowych, obawiając się, że jedynie sprowokuje to agresję ze strony III Rzeszy. Wkrótce potem, 29 stycznia 1941 zmarł w Atenach, na zapalenie migdałka. Nie został hospitalizowany, nie wykonano sekcji zwłok, a środowisko inteligenckie Aten, w tym środowisko lekarskie, aż tak błahą przyczynę śmierci przyjęło ze zdumieniem i niedowierzaniem. Propaganda niemiecka szerzyła następnie plotkę, iż Metaksas został zamordowany w brytyjskiej ambasadzie w Atenach. Sprzyjała temu okoliczność, że po śmierci Metaksasa, oddziały brytyjskie faktycznie uzyskały zgodę na lądowanie w Grecji, jako sojusznicy, po czym wiosną 1941 r. nastąpiła agresja państw Osi na Grecję i Jugosławię.